# Diplomacie

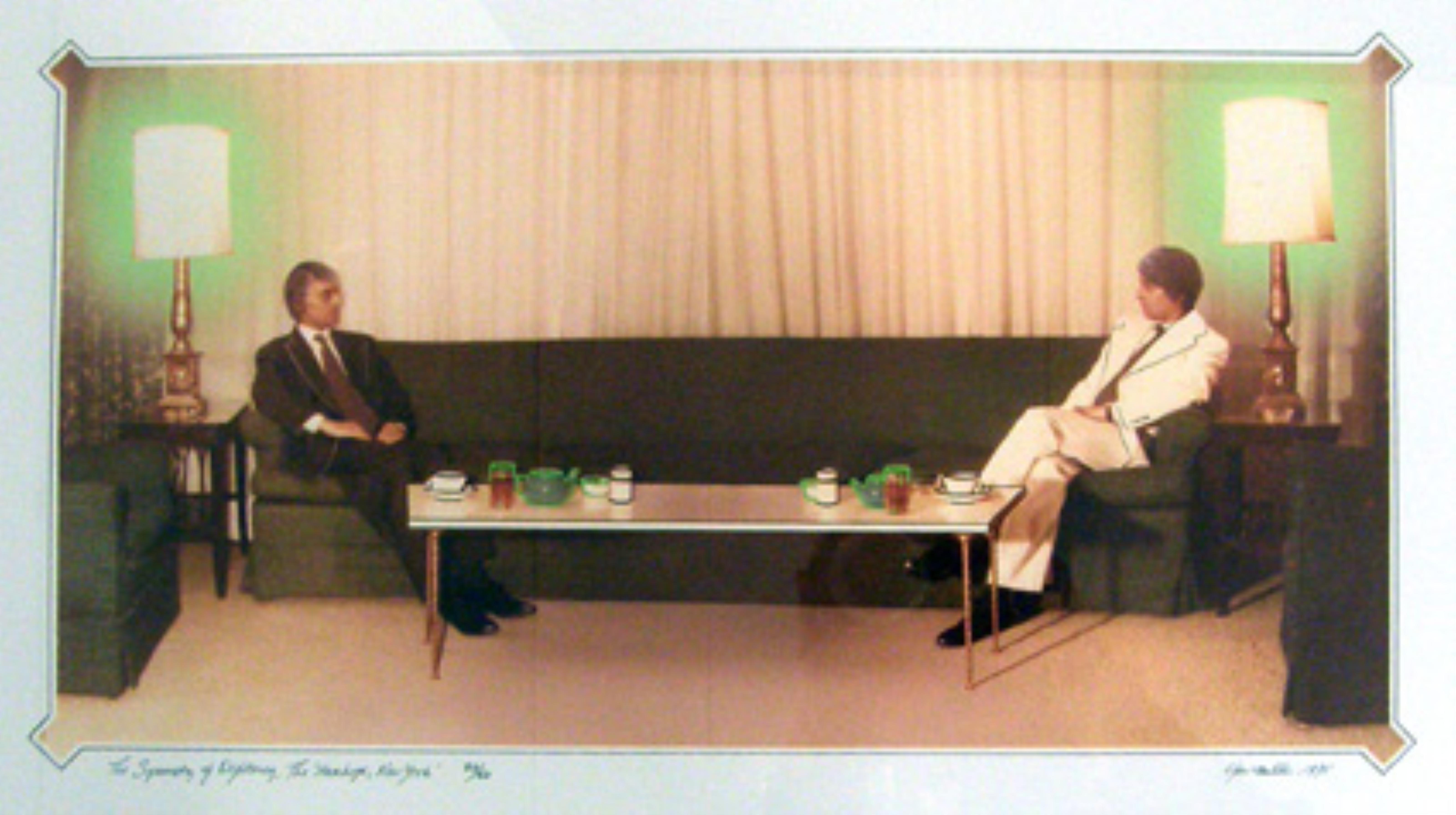
Ger van Elk, Symmetry of Diplomacy, 1975, Groninger Museum.

Pod pojmem diplomacie se rozumí pěstování styků mezi různými státy a řešení mezinárodních problémů. Diplomacie je hlavním nástrojem zahraniční politiky jednotlivých států a mezinárodní politiky. Nazývají se tak rovněž širší cíle a strategie, kterými se řídí interakce státu se zbytkem světa. 
Mezinárodní smlouvy a spojenectví jsou obvykle výsledkem diplomatických jednání. Diplomaté mohou také pomoci utvářet zahraniční politiku státu radou vládním úředníkům. Vytvářejí často analýzy politické či ekonomické situace v zemi, kde působí, s čímž souvisí  také jistý tradiční vztah diplomacie a špionáže. Moderní diplomatické metody, postupy a zásady pocházejí převážně z evropských zvyklostí 17. století. Na počátku 20. století se diplomacie profesionalizovala. Vídeňská úmluva o diplomatických stycích z roku 1961, ratifikovaná většinou suverénních států světa, poskytuje pro diplomatické postupy, metody a chování rámec. Podle této úmluvy diplomatický styk zajišťují akreditovaní úředníci (jejichž jmenování musí hostitelská strana odsouhlasit), většinou velvyslanci (na nižší úrovni konzulové či chargé d'affaires), a to prostřednictvím specializovaného úřadu, obecně řečeno diplomatické mise či zastupitelského úřadu, v praxi obyčejně ambasády (velvyslanectví) nebo konzulátu. Ambasáda má zvláštní status a je považována za území státu, jehož zájmy zastupuje. Nevyžádaný vstup policie, armády či úřadu hostitelského státu na ambasádu je považován za rovný vojenské agresi na území cizího státu. Na velvyslance se rovněž nevztahuje zákonodárství země, kde působí. Disponuje tzv. diplomatickou imunitou. Spáchá-li závažný zločin, je obvykle prohlášen za nežádoucí osobu (persona non grata) a souzen je v mateřské zemi, dle jejích zákonů. Po světě rozmístění diplomaté vytvářejí diplomatický sbor země, ovšem termín diplomat je poněkud širší, obvykle zahrnuje i diplomatický a konzulární personál, úředníky ministerstva zahraničí či reprezentanty a vyjednavače v mezinárodních a nadnárodních organizacích, jako je Organizace spojených národů, NATO, Evropská unie apod., nebo na mezinárodních konferencích (např. Helsinská konference). Někdy je pojem ještě více rozšiřován a rozlišuje se tzv. parlamentní diplomacie (vztahy navazované mezi parlamenty dvou zemí), obchodní diplomacie (na budování vztahů mezi dvěma zeměmi se podílí podnikatelé nebo se naopak diplomaté podílejí na vstupu podnikatelů do jiné země), dále diplomacie městská (např. systém partnerských měst), kulturní, sportovní, nebo dokonce diplomacie "peer-to-peer" (na úrovni jednotlivců).
Pojem diplomacie pochází z francouzštiny a má řecký základ. Pojem diplo v řečtině znamenal zhruba "týkající se dvou". Souvisel s pojmem diplom, tedy dokument. Diplomat byl totiž ten, který u vládce země vyjednával dokumenty povolující cestu do jeho země (tato funkce diplomatů ostatně nezanikla zcela dosud, často je hlavní funkci zastupitelského úřadu vyřizování víz, tedy povolení ke vstupu do země). Později však pojem diplomacie získal obecnější význam. Na druhou stranu nelze pojem diplomacie zcela ztotožnit s pojmem mezinárodní vztahy, neboť ty formují povětšinou politici. Diplomaté, tedy profesionálové ve vyjednávání s cizími entitami, jsou jen jejich nástrojem. 
Diplomacie nesmí být zaměňována s diplomatikou (jedna z pomocných historických věd).

## Etymologie
Pojem diplomacie pochází z řeckého diplóma, odvozeného z diplús, dvojitý. Diplóma byl „dvojitý“, tedy „složený“ dokument, který dříve zaručoval jisté výsady, udělené feudálními vládci. Později byl tento výraz používán pro dokumenty, obsahující různé smlouvy mezi panovníky.
Pojem zdomácněl v evropských jazycích oklikou přes francouzštinu. Od 18. století byl pak odvozený pojem diplomat stále častěji používán pro osoby, které byly oprávněny vyjednávat jménem svého státu s cizími panovníky, mocnostmi, státy atd.

## Význam diplomacie
Diplomacie je prostředkem k dorozumění mezi státy. Slouží zejména k řešení konfliktních situací mírovou cestou, tedy pomocí vyjednávání a z nich vyplývajících dohod a mezinárodně právně závazných smluv apod. Diplomatická činnost a diplomatické styky jsou myslitelné jak na mezistátní úrovni, tak i v rámci různých mezinárodních a nadstátních organizací. Příkladem jsou Evropská unie (EU) a Severoatlantická aliance (NATO). Při obou těchto organizacích, jejichž sídlem je belgické hlavní město Brusel, jsou akreditovány početné diplomatické sbory.
Pojem diplomacie by neměl být zaměňován s pojmem mezinárodní politika. S ním má diplomacie mnoho společného, avšak nejedná se o identické pojmy. Diplomacie je v mnoha směrech hlavním instrumentem mezinárodní politiky.

## Orgány diplomacie
K nejznámějším orgánům diplomatické činnosti patří vyslanci a zejména velvyslanci jakožto nejvyšší zástupci svého státu u států cizích, dále pak konzulové a další personál jako jsou zmocněnci nebo přidělenci. Mezinárodní styky Vatikánu jsou pak zaručovány různými stupni nunciů.

## Styly diplomacie
V dějinách diplomacie se vyvinula celá řada jejích stylů, z nichž mnohé jsou již dnes považovány za nekonvenční. Před druhou světovou válkou byl kupříkladu široce rozšířen tzv. appeasement, tedy politika ústupků agresorovi, aby se předešlo konfrontaci s ním. Typickým výsledkem byla Mnichovská dohoda z roku 1938. Ztroskotání této strategie, která stejně nezabránila válce, však vedlo k její diskreditaci.
Zejména v 19. století byla rozšířenou metodou diplomacie dluhové pasti (debt-trap diplomacy). Mocná země v ní poskytuje půjčky zemi méně vlivné a prostřednictvím dluhu zvyšuje svůj vliv v ní. Britské impérium takto v 19. století dosáhlo nejednou i to, že jeho zástupce zasedal přímo ve vládním kabinetu. Metoda není zcela deaktualizována, například podle mnohých pozorovatelů je podstatou čínského plánu Nová hedvábná stezka.
Dědictvím 19. století je rovněž tzv. diplomacie dělových člunů. Mocná země v ní vytváří tlak nápadným manifestováním své vojenské síly, v minulosti to byly často vojenské lodě, které se náhle objevily při pobřeží menších zemí. Příkladem je známý incident z roku 1850, kdy Spojené království zablokovalo řecký přístav Pireus poté, co řecká vláda odmítla odškodnit jistý britský obchodní subjekt. Metoda souvisela s klasickým kolonialismem, ale podle některých badatelů v jistých obměnách přežila i ve 20. století a dál.
Již ze starověku pochází různé ofenzivnější strategie, kupříkladu diplomacie rukojmích. Například někteří panovníci vazalských států Římského impéria byli povinni poslat do Říma své děti jako rukojmí. Tam se s nimi zacházelo dobře, měly prestižní a významné postavení, nicméně v případě konfliktu Říma s vazalským králem byly v ohrožení života.
Humanitární diplomacie je způsob šíření dobrého jména svého státu či zklidnění situace v chudších státech tím, že mu poskytuji finanční dary (rozvojová pomoc) nebo vysílám různou humanitární pomoc, například lékařskou. Jde také o jeden z nástrojů předcházení migraci z chudších států do bohatších. Na druhou stranu i migrace se může stát diplomatickým nástrojem - tzv. migrační diplomacie znamená vyvolávání či umožňování migrace jako formy nátlaku na jiné země. Typickým příkladem byla politika běloruského diktátora Alexandra Lukašenka, který začal v roce 2021 migraci používat jako protitlak vůči zemím, jež proti jeho režimu vyhlásily ekonomické sankce.
Během studené války se často hovořilo o tzv. jaderné diplomacii, kdy vztahy znepřátelených bloků byly stabilizovány tím, že v případě vyhroceného, jaderného, konfliktu by došlo k jistému zničení obou stran. 
Pojem preventivní diplomacie označuje situaci, kdy jedna ze stran dá - většinou přes třetí stranu - najevo druhé straně, že za určitou mezí bude zvoleno násilné řešení. Typickým příkladem byla izraelská diplomatická strategie během války v zálivu roku 1991. Poté, co irácký vůdce Saddám Husajn okupoval Kuvajt, postavily se proti němu prakticky všechny arabské země v oblasti a spolupracovaly s Američany na přípravě invaze, která by Iráčany z Kuvajtu vyhnala. Husajn se pokusil dostat arabské země na svou stranu tím, že zaútočil na Izrael severokorejskými verzemi raket Scud. Věřil  že ho tak vtáhne do konfliktu a protiizraelské nálady v arabských zemích donutí vládce těchto zemí změnit stranu. Izraelci byli nicméně pod silným tlakem Spojených států, jež je žádaly, aby na případný pokus o útok na své území neodpovídali. Zvolili tedy preventivní diplomacii. Dali přes třetí stranu Husajnovi na srozuměnou, že namontuje-li do raket Scud chemické zbraně, bude odpovědí izraelské jaderné bombardování Iráku. Husajn tuto hrozbu nevzal na lehkou váhu a rakety tak nesly jen konvenční munici, která způsobila škody pouze v místě dopadu. A Izrael do konfliktu skutečně nezasáhl.
Jinou metodou je tzv. tichá diplomacie, kdy se diplomatické kroky omezí na nějaké symbolické gesto. Za typický příklad bývá uváděna neúčast prezidenta George W. Bushe na světovém summitu o udržitelném rozvoji v roce 2002, která měla naznačit nespokojenost USA s vedením OSN. Jiným příkladem může být snaha ochránit psychologa Sigmunda Freuda před represí nacistů po anšlusu Rakouska v roce 1938 (u prezidenta Rossevelta ji vyprosil bývalý Freudův pacient, americký velvyslanec ve Francii William Christian Bullitt). Ta se realizovala tím, že před Freudovým domem začal demonstrativně parkovat automobil americké ambasády s diplomatickou značkou. Takové kroky mají uniknout pozornosti veřejnosti a médií, a přesto vyslat signál diplomatům a politikům. Pravým opakem je tzv. veřejná diplomacie, tedy uplatňování vlivu prostřednictvím komunikace s veřejností jiného národa. Tato komunikace může mít formu propagandy (např. rozhlasové vysílání do zahraničí jako Hlas Ameriky, Svobodná Evropa) nebo jemnější formy, jejichž typickým příkladem může být snaha českých spisovatelů (zvláště Karla Čapka) ovlivnit přes hosty zasedání PEN klubu v Praze roku 1938 veřejné mínění západních zemí, například ukázat jim pohraniční opevnění a ujistit je tak o obranném charakteru československé militarizace (tato epizoda je ztvárněna i ve filmu Člověk proti zkáze). Tato metoda má svou zvláštní postmoderní větev, tedy ovlivňování veřejného mínění cizích zemí za pomoci sociálních sítí. Mnoho se spekuluje zejména o "trollích farmách" Ruské federace, které k tomu mají být určeny. Pokud ovšem cílem takového vlivu již není jen ochrana národních zájmů, ale destabilizace určitého státu či oblasti, pak se hovoří o hybridní válce, která do diplomacie již nespadá.
Za formu kosmické diplomacie byla uváděna strategie Sovětského svazu zvát na palubu sovětských kosmických lodí kosmonauty cizích národů. Protože prvním z takových byl Čech Vladimír Remek, a protože jeho let se uskutečnil deset let po okupaci Československa sovětskými vojsky, spekulovalo se o tom, že mohlo jít o formu jistého odškodnění ze strany SSSR. O kaviárové diplomacii se hovoří především v souvislosti se s taktikami vůdce Ázerbájdžánu Ilhama Alijeva, který se snažil zlepšit postavení své země (zvláště ve sporu s Arménií) velkorysým hoštěním zahraničních diplomatů, politiků i novinářů. Někdy má tato strategie blízko ke klasické korupci. O sportovní diplomacii se mluví například v souvislosti s navazováním diplomatických vztahů mezi Maovou Čínou a Nixonovými Spojenými státy (proslulá pingpongová diplomacie). Tuto techniku použil ovšem už Edvard Beneš ve 30. letech, když smlouvu se Sovětským svazem z roku 1935, která měla naznačit váhavým a appeasementem paralyzovaným západním spojenců, že Československo má i jiné možnosti než závislost na nich, doprovázela fotbalová výprava, jež v Sovětském svazu sehrála několik exhibičních utkání. Ve stejné chvíli Beneš použil i příbuznou kulturní diplomacii, když do Sovětského svazu vyslal i kulturní delegaci (například Voskovce s Werichem). Kulturní diplomacie má ovšem tradičnější formu v podobě kulturních center v zahraničí. Ke známým patří British Council, Francouzský institut, Goetheho institut, Česko si zřizuje Česká centra.